# Hubert Patrick O'Connor
Hubert Patrick O’Connor (Huntingdon, 17 febbraio 1928 – Toronto, 24 luglio 2007) è stato un vescovo cattolico canadese.

## Biografia
Monsignor Hubert Patrick O’Connor nacque a Huntingdon il 21 aprile 1927.

### Formazione e ministero sacerdotale
Il 5 giugno 1954 fu ordinato presbitero per i missionari oblati di Maria Immacolata. Operò principalmente con le comunità aborigene della Columbia Britannica. Fu preside della scuola residenziale della missione di San Giuseppe a Williams Lake.

### Ministero episcopale
Il 15 ottobre 1971 papa Paolo VI lo nominò vescovo di Whitehorse. Ricevette l'ordinazione episcopale l'8 dicembre successivo dall'arcivescovo metropolita di Edmonton Anthony Jordan, co-consacranti l'arcivescovo metropolita di Vancouver James Francis Carney e quello di Grouard-McLennan Henri Routhier. Prese possesso della diocesi il 17 dicembre successivo.
Il 9 giugno 1986 papa Giovanni Paolo II lo nominò vescovo di Prince George. Prese possesso della diocesi il 15 agosto successivo.
L'8 luglio 1991 papa Giovanni Paolo II accettò la sua rinuncia al governo pastorale della diocesi.
Nel 1996 fu condannato a due anni e mezzo di carcere per aver violentato sessualmente due giovani donne aborigene durante gli anni '60, quando era un prete, dal giudice Wally Oppal, che in seguito divenne il procuratore generale della Columbia Britannica. Dopo aver scontato sei mesi fu rilasciato dopo aver pagato una cauzione di mille dollari nell'attesa della sentenza appello. In seguito, la Corte d'appello della Columbia Britannica lo assolse e ordinò un nuovo processo per l'accusa di stupro. In seguito la magistratura lasciò cadere l'accusa di stupro, dopo che monsignor O'Connor partecipò a un circolo di guarigione di sette ore ad Alkali Lake, un piccolo villaggio nativo vicino a Williams Lake.
Morì a Toronto il 24 luglio 2007 all'età di 79 anni per un attacco di cuore. Le esequie si tennero il 7 agosto alle 10 nella chiesa parrocchiale di Sant'Agostino a Vancouver. È sepolto nel cimitero degli oblati di Mission.

## Genealogia episcopale e successione apostolica
La genealogia episcopale è:
- Cardinale Scipione Rebiba
- Cardinale Giulio Antonio Santori
- Cardinale Girolamo Bernerio, O.P.
- Arcivescovo Galeazzo Sanvitale
- Cardinale Ludovico Ludovisi
- Cardinale Luigi Caetani
- Cardinale Ulderico Carpegna
- Cardinale Paluzzo Paluzzi Altieri degli Albertoni
- Papa Benedetto XIII
- Papa Benedetto XIV
- Cardinale Enrico Enriquez
- Arcivescovo Manuel Quintano Bonifaz
- Cardinale Buenaventura Córdoba Espinosa de la Cerda
- Cardinale Giuseppe Maria Doria Pamphilj
- Papa Pio VIII
- Papa Pio IX
- Arcivescovo Armand-François-Marie de Charbonnel, O.F.M.Cap.
- Arcivescovo John Joseph Lynch, C.M.
- Cardinale Elzéar-Alexandre Taschereau
- Cardinale Louis Nazaire Bégin
- Arcivescovo Paul Bruchési
- Arcivescovo Joseph-Guillaume-Laurent Forbes
- Cardinale Jean-Marie-Rodrigue Villeneuve, O.M.I.
- Arcivescovo Anthony Jordan, O.M.I.
- Vescovo Hubert Patrick O'Connor, O.M.I.

La successione apostolica è:
- Vescovo Thomas Joseph Lobsinger, O.M.I. (1987)